# 劉兆漢
劉兆漢（1939年1月3日—），湖南衡陽人，國立臺灣大學電機工程學系學士、美國布朗大學電機博士。中央研究院院士、國際電機電子工程學會會士（IEEE Fellow）、2012年獲選美國國家工程院院士。曾任國立中央大學校長、中央研究院副院長、美國伊利諾大學香檳分校電機與電腦工程學系教授。為前行政院院長劉兆玄及東元電機董事長劉兆凱的胞兄。

## 家族
- 父：劉國運，湖南人，空軍二級上將（1967年病逝）。其官舍日後改建為國運新城。
- 母：鍾畹芳，師範畢業。
- 妻子：孟粹珠
- 女兒：劉庭瑋  （請校正）
- 兄：
  - 劉兆寧（大哥）：台大學士，美國伊利諾大學香檳分校電腦博士，教授。
  - 劉兆華（二哥）：台大學士，美國伊利諾大學香檳分校博士，歿。
- 弟：
  - 劉兆藜（四弟）：台大地質系學士，美國伊利諾大學香檳分校博士，教授。
  - 劉兆玄（五弟）：台大化學系學士，加拿大多倫多大學化學博士。
  - 劉兆凱（六弟）：台大電機系學士，美國伊利諾大學香檳分校電機與電腦工程博士，現任東元電機董事長。

## 學術榮譽
- 國際電機電子工程師學會會士（1981）
- IEEE-APS特別成就獎（1968）
- 布朗大學工學院傑出校友獎（1997）
- 中央研究院院士（1998）
- SCOSTEP終身成就獎（2001）
- 第三世界科學院院士（2004）
- 美國國家工程學院外籍院士（2012）

## 外部連結
- 余紀忠文教基金會介紹劉兆漢 （页面存档备份，存于）